# Алексеенко, Кирилл Алексеевич
Кирилл Алексеевич Алексеенко (род. 22 июня 1997, Выборг, Ленинградская область) — российский шахматист, гроссмейстер (2015). С 2023 года выступает за Австрию.
С шахматами Кирилла познакомил дедушка, когда ему было четыре года. Занимался у Сергея Алексеевича Балякина, Владимира Федоровича Шушпанова, Андрея Михайловича Лукина (заслуженный тренер России, международный мастер). Выпускник Санкт-Петербургского политехнического университета Петра Великого.
Чемпион мира среди юношей до 14 лет (2011). Двукратный чемпион России по шахматам в составе команды "Медный всадник". Трехкратный победитель Мемориала Чигорина. Победитель финала Кубка России (2018).  Участник турнира претендентов (2020), квалифицировавшийся по выбору организаторов соревнования. По итогам турнира набрал 5,5 очков (7-е место из 8)

## Шахматная карьера
В мае 2020 года одержал победу в XXVI чемпионате России по шахматам среди мужских команд "Премьер-лига" в составе команды "Медный всадник" (г. Санкт-Петербург) с результатом 6 из 7 очков (+2=5-0) на пятой доске.
В мае 2021 года одержал победу в XXVIII чемпионате России по шахматам среди мужских команд "Премьер-лига" в составе команды "Медный всадник" (г. Санкт-Петербург) с результатом 4,5 из 7 очков (+2=5-0) на третьей доске.
В июле 2023 года сменил спортивное гражданство, перейдя в Австрийский шахматный союз. 7 июля трансфер подтвердила FIDE.

## Спортивные достижения
| Год       | Город           | Турнир                                                                | + | − | = | Результат | Место  |
| --------- | --------------- | --------------------------------------------------------------------- | - | - | - | --------- | ------ |
| 2011      | Калдас-Новас    | Чемпионат мира среди юношей до 14 лет                                 |   |   |   | из        | 1      |
| 2011      | Санкт-Петербург | Мемориал Михаила Чигорина                                             | 4 | 1 | 4 | 6 из 9    | [ 9 ]  |
| 2012      | Пловдив         | 13-й чемпионат Европы                                                 | 4 | 2 | 4 | 6 из 10   | [ 10 ] |
| 2015      | Санкт-Петербург | Мемориал Михаила Чигорина                                             | 7 | 1 | 1 | 7½ из 9   | 1      |
| 2016      | Санкт-Петербург | Мемориал Михаила Чигорина                                             | 7 | 0 | 2 | 8 из 9    | 1      |
| 2017      | Санкт-Петербург | Мемориал Михаила Чигорина                                             | 6 | 0 | 3 | 7½ из 9   | 1      |
| 2017      | Сочи            | Командный чемпионат России                                            | 2 | 3 | 2 | 3 из 7    | 6      |
| 2017/2018 | Стокгольм       | Кубок Рилтона                                                         | 6 | 0 | 3 | 7½ из 9   | 1      |
| 2018      | Ханты-Мансийск  | Финал кубка России                                                    | 6 | 2 | 4 | 8 из 12   | 1      |
| 2019      | Гибралтар       | Gibraltar International Chess Festival - Masters                      | 5 | 1 | 4 | 7 из 10   | 15     |
| 2019      | Сочи            | XXVI чемпионат России по шахматам среди мужских команд "Премьер-лига" | 5 | 0 | 2 | 6 из 7    | 1      |
| 2019      | Ярославль       | Высшая лига чемпионата России                                         | 4 | 1 | 4 | 6 из 9    | 5      |
| 2019      | Ижевск          | Суперфинал чемпионата России                                          | 2 | 2 | 7 | 5½ из 11  | 8      |
| 2019      | Остров Мэн      | FIDE Grand Swiss 2019                                                 | 4 | 0 | 7 | 7½ из 11  | 3      |
| 2019      | Ханты-Мансийск  | Кубок мира                                                            | 4 | 2 | 6 | 7 из 12   | ⅛      |
| 2020      | Гибралтар       | Gibraltar International Chess Festival - Masters                      | 3 | 0 | 7 | 6½ из 10  | 27     |
| 2020      | Екатеринбург    | Турнир претендентов                                                   | 2 | 5 | 7 | 5½ из 14  | 7      |
| 2021      | Сочи            | XXVIII Командный чемпионат России среди мужчин                        | 2 | 0 | 5 | 4½ из 7   | 1      |

## Изменения рейтинга
| Графики недоступны из-за технических проблем. См. информацию на Фабрикаторе и на mediawiki.org. |

## Вне шахмат
Болеет за санкт-петербургский футбольный клуб «Зенит».